# Snapphaneklanen
Snapphaneklanen är musikgruppen Svenska Akademiens debut-EP, släppt år 2001 på skivbolaget Den Nya Medelklassen. Skivan är mer åt hiphop-hållet än deras senare mer reggae/ragga-baserade musik.

## Låtlista
1. "Många bäckar små"
2. "Bränner på bål"
3. "Snapphaneklanen"
4. "Småstad"
5. "Falsk matematik (del III)"
6. "Vanligt hyfs, sunt förnuft"